# Schifferstadt
Schifferstadt är en stad i Rhein-Pfalz-Kreis i förbundslandet Rheinland-Pfalz i Tyskland.
På en åker 1835 gjordes där fyndet av bronsåldersföremålet Guldhatten från Schifferstadt (tyska: Der Goldene Hut von Schifferstadt).